# Bärenhöfle
Bärenhöfle ist ein Teilort von Rechberg, einem Stadtteil von Schwäbisch Gmünd.

## Beschreibung
Der Ort mit zwei Hausnummern liegt etwa einen Kilometer südwestlich von Rechberg und sechs Kilometer südlich des Stadtkerns von Schwäbisch Gmünd.
Weniger als 500 Meter östlich des Ortes fließt der in den Lauter-Nebenfluss Reichenbach entwässernde Bärenbach. Der Hof liegt auf einem von Wiesengelände bedeckten Sporn zwischen zwei diesem zulaufenden, bewaldeten Klingen.

## Geschichte
Der Hof gehörte zum Rittergut Wißgoldingen.